# Salome Melia
Salome Melia (Georgisch: სალომე მელია) (Batoemi, 14 april 1987) is een schaakster uit Georgië. Ze is sinds 2005 een grootmeester bij de vrouwen (WGM) en sinds 2008 een Internationaal Meester (IM).   

## Resultaten
In 2001 won Melia in het Spaanse Oropesa del Mar het Wereldkampioenschap schaken voor jeugd in de categorie meisjes tot 14 jaar. In 2004 won ze in Tbilisi het Georgische kampioenschap voor meisjes tot 18 jaar. Twee keer won ze het WK voor jeugd in de categorie meisjes tot 18 jaar: in 2004 in Ürgüp en in 2005 in Herceg Novi. In 2006 werd ze derde bij het WK junioren (tot 20 jaar) in Jerevan. In augustus 2006 won ze het 21e Internationale Acropolis-Vrouwentoernooi in Athene. In 2007 werd ze wederom 3e bij het WK junioren bij de meisjes, ook nu gehouden in Jerevan.
Bij het 65e Georgische vrouwenkampioenschap in 2008 stond ze na 12 rondes samen met Nana Dzagnidze bovenaan. Ze verloor de playoff, die werd gespeeld met blitzschaak-partijen. Het vrouwenkampioenschap van Georgië won ze voor de eerste keer in januari 2010 in Tbilisi, voor Nino Choertsidze. Bij het Europees kampioenschap schaken voor vrouwen in augustus 2013 in Belgrado werd ze tweede achter Hoàng Thanh Trang, in 2014 werd ze in Plovdiv derde achter Valentina Goenina en Tatjana Kosintseva. In augustus 2014 was haar Elo-rating 2475. In juli 2015 was ze nummer 5 op de Georgische vrouwenranglijst en nummer 38 op de FIDE-Wereldranglijst van schaaksters.  

## Titels
In 2004 werd ze Internationaal Meester bij de vrouwen (WIM). Sinds augustus 2005 is ze grootmeester bij de vrouwen (WGM). De voor de WGM-titel vereiste normen behaalde ze bij het vrouwenkampioenschap van Georgië in 2004, het Moskou Open in 2005 en het WK jeugd 2005 in de categorie meisjes tot 18 jaar. Sinds maart 2008 heeft ze de titel Internationaal Meester (IM). De hiervoor vereiste normen behaalde ze bij het Moskou Open in 2005, het 22e Open toernooi in Cappelle-la-Grande 2006 en het 24e Open toernooi in Cappelle-la-Grande 2008. In de Masters-groep van het Tradewise Chess Festival in Gibraltar behaalde ze in februari 2011 een norm voor de titels grootmeester (GM); een tweede GM-norm behaalde ze bij het Europees kampioenschap schaken voor vrouwen in 2013, een derde bij het Europees kampioenschap 2015 in Plovdiv.

## Nationale teams

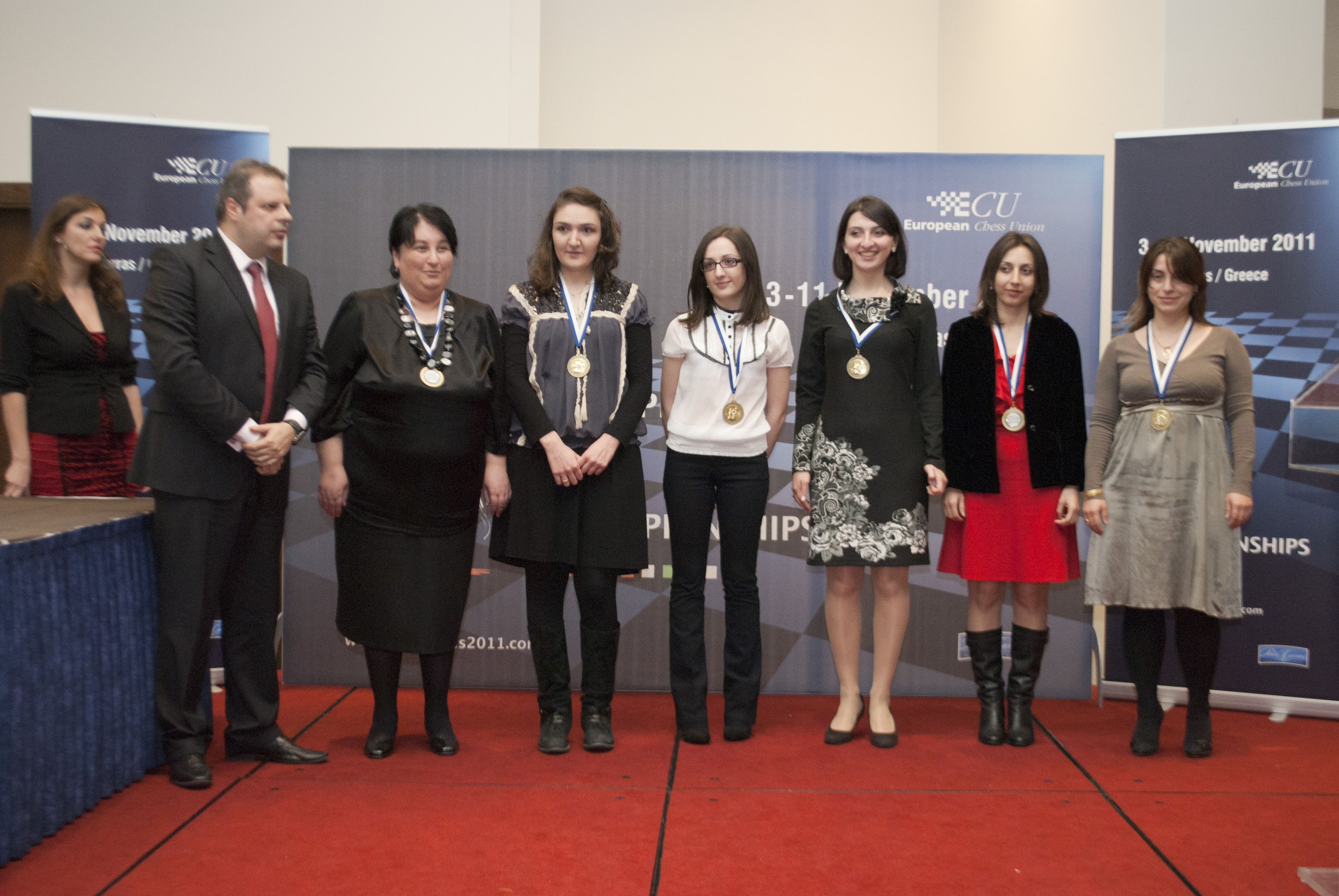
Met het nationale team werd Salome Melia derde bij het EK landenteams in 2011.

Melia nam met het Georgische vrouwenteam deel aan de Schaakolympiades 2010 in Chanty-Mansiejsk en 2014 in Tromsø. In 2010 werd ze met het team derde en individueel kreeg ze een zilveren medaille voor haar performance aan het derde bord. In 2016 werd ze met het Georgische vrouwenteam tiende op de in Bakoe gehouden 42e Schaakolympiade, waar ze aan het reservebord speelde. In 2018 nam Melia deel aan de 43e Schaakolympiade in Batoemi, waar ze aan het eerste bord speelde van het tweede Georgische vrouwenteam, dat eindigde als negende (het eerste team van Georgië werd derde). 
Melia nam als reservespeelster deel aan het WK landenteams voor vrouwen 2011 in Mardin, 2013 in Astana en 2015 in Chengdu. Met het team werd Melia in 2011 derde en in 2015 eerste, individueel behaalde ze van de speelsters aan het reservebord in 2011 het beste resultaat, in 2013 het tweede resultaat en in 2015 het derde resultaat.
In 2011 nam ze deel aan het vrouwentoernooi van het EK landenteams in Porto Carras; het team eindigde als derde en individueel ontving Melia een bonzen medaille voor haar prestatie aan het reservebord.

## Schaakverenigingen
In de Turkse bondscompetitie voor verenigingen speelde Melia in klasse 1 voor Türk Hava Yollari S.K., in de Iraanse vrouwencompetitie speelde ze aan het eerste bord van het team van Khaneh Shatrandj Babol, in de Roemeense competitie speelde ze aan het eerste bord van CS Contor Group Arad. In Georgië speelt ze voor Nona Batoemi, vroeger speelde ze voor Samaia Tiflis. Met Tiflis nam ze twee keer deel aan de European Club Cup voor vrouwen, waarbij ze in 2009 in Ohrid derde werd. Met Batoemi won Salome Melia in 2014 in Bilbao de European Club Cup voor vrouwen, in 2016 werd ze met het team tweede en behaalde de beste individuele score aan het vierde bord. In de Duitse bondscompetitie voor vrouwen speelde ze van 2012 tot 2014 voor SV Mülheim-Nord.

## Externe koppelingen
- (en)   Informatie over schaakpartijen van Salome Melia op ChessGames.com
- (en)   Informatie over schaakpartijen van Salome Melia op 365chess.com
- (en)  FIDE-ratinggegevens voor Salome Melia